# Lluís Maria Vidal i Planella
Lluís Maria Vidal i Planella, conegut com a Vidal I, (Barcelona, 12 de juliol de 1943) fou un futbolista català de la dècada de 1960.

## Trajectòria
Es formà als Salesians de Mataró i al Centre Parroquial de Sarrià, des d'on passà a l'equip d'Aficionats del FC Barcelona. Amb el Barcelona Aficionats destacà per la seva gran capacitat golejadora. Abans d'acabar la temporada amb l'equip d'Aficionats, ingressà al CD Comtal. El 1963 passà al primer equip del FC Barcelona, on romangué durant cinc temporades, i malgrat no fou mai titular indiscutible, jugà 31 partits de lliga, on marcà 12 gols, guanyant una Copa de Fires i una Copa d'Espanya. L'any 1968 fitxà pel CE Sabadell, on jugà quatre temporades a bon nivell, amb 61 partits de lliga jugats i 9 gols marcats. Acabà la seva trajectòria a la UE Sant Andreu a Segona Divisió.
Fou internacional amb la selecció espanyola d'aficionats, amb la qual disputà els Jocs del Mediterrani. El dia 8 de desembre de 1966 es va fer un partit benèfic entre la selecció catalana de futbol i una selecció d'estrangers, amb resultat final d'empat a 3 gols, on Vidal marcà dos gols.
Fou president de l'Agrupació Barça Jugadors entre 1989 i 1990.
El seu germà Antoni Vidal i Planella també fou futbolista professional.

## Palmarès
- Copa de Fires:
  - 1965-66
- Copa espanyola:
  - 1967-68